# 洪查奧爾霍山
14°36′49″S 72°42′53″W / 14.61361°S 72.71472°W
洪查奧爾霍山（Quncha Urqu），是秘魯的山峰，位於該國南部阿普里馬克大區的安塔班巴省，處於賽瓦蓬塔山附近，屬於安第斯山脈的一部分，海拔高度5,000米。